# Chloe Bennet
Chloe Bennet (właśc. Chloe Wang, ur. 18 kwietnia 1992 w Chicago) – amerykańska aktorka i piosenkarka, która wystąpiła m.in. w serialu Agenci T.A.R.C.Z.Y..

## Filmografia
| Rok     | Tytuł                            | Rola                         | Uwagi                 |
| ------- | -------------------------------- | ---------------------------- | --------------------- |
| 2012–13 | Nashville                        | Hailey                       | serial, 4 odc.        |
| 2013–20 | Agenci T.A.R.C.Z.Y.              | Daisy "Skye" Johnson / Quake | serial, główna obsada |
| 2014    | The Birthday Boys                | Verna                        | 1 odc.                |
| 2014    | Nostradamus                      | Lane Fisher                  | film krótkometr.      |
| 2015    | Jake i piraci z Nibylandii       | Swifty                       | głos; 1 odc.          |
| 2015    | Dzwoneczek i bestia z Nibylandii | Chase                        | głos, film wideo      |
| 2016    | Agenci T.A.R.C.Z.Y.: Slingshot   | Daisy "Skye" Johnson / Quake | miniserial, 3 odc.    |
| 2019    | O Yeti!                          | Yi                           | głos                  |
| 2019    | 5 Years Apart                    | Emma                         | film                  |
| 2020    | Valley Girl                      | Karen                        | film                  |